# Souk Sidi Sridek

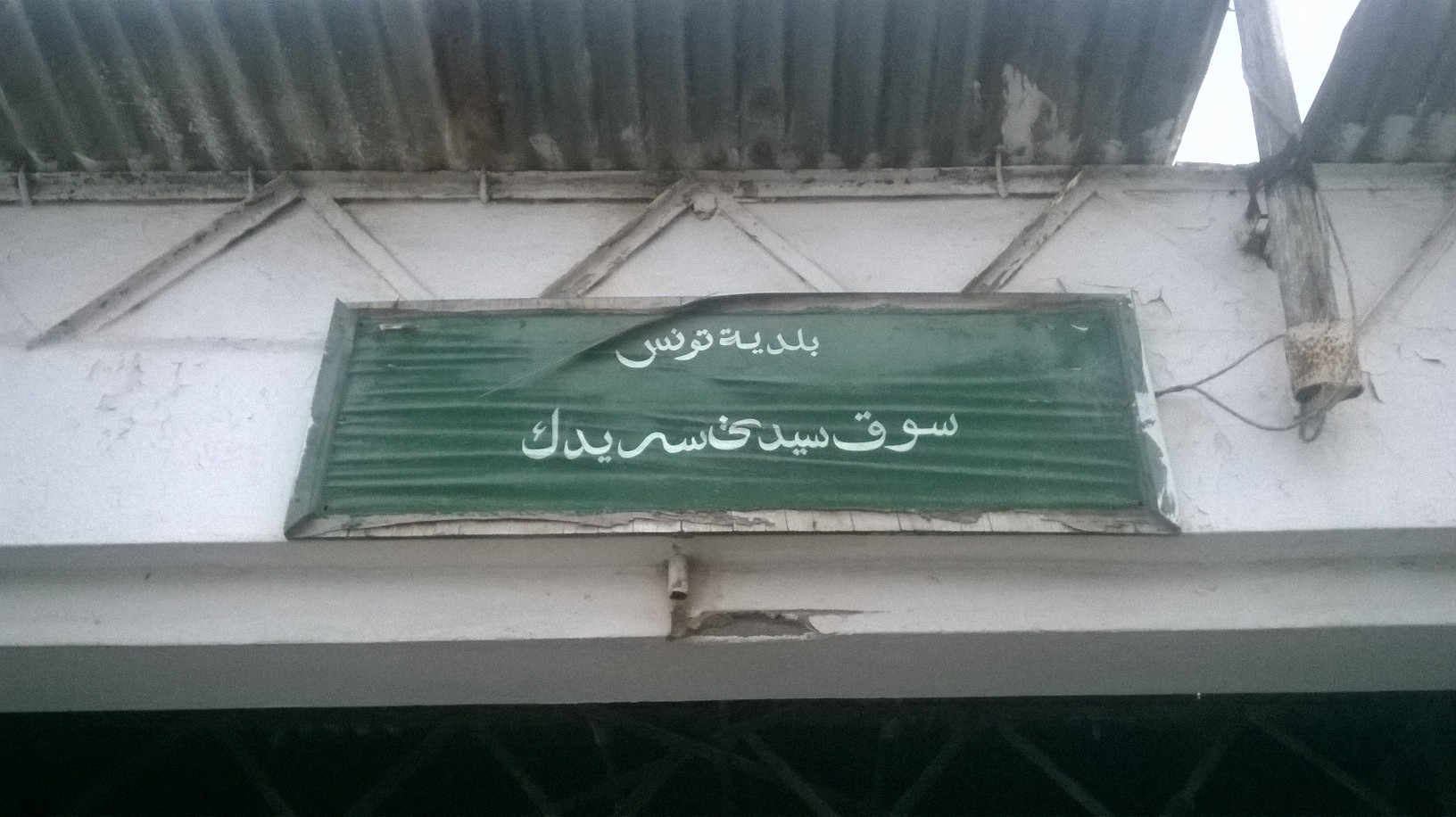
Plaque métallique indiquant le souk Sidi Sridek.

Le souk Sidi Sridek (arabe : سوق سيدي سريدك) est l'un des souks de la médina de Tunis. Ses produits sont divers et destinés à une utilisation quotidienne.

## Localisation
Situé sur la rue Sidi Sridek, dans le quartier de la Hafsia qui se trouve au nord-est de la mosquée Zitouna, on peut y accéder à partir de la rue Mongi-Slim ou de la rue de la Hafsia.

## Historique
Il est édifié en 1940 sous le protectorat français, à l'initiative d'Ahmed II Bey.
Ce souk est réaménagé en 2010 sur ordre du maire de Tunis ; un budget de 1,2 million de dinars est prévu pour qu'il devienne un marché.

## Monuments
Localisé près du quartier juif de la Hara, on trouve à proximité la médersa El Achouria, la mosquée Achour et le terrain du quartier de la Hafsia.

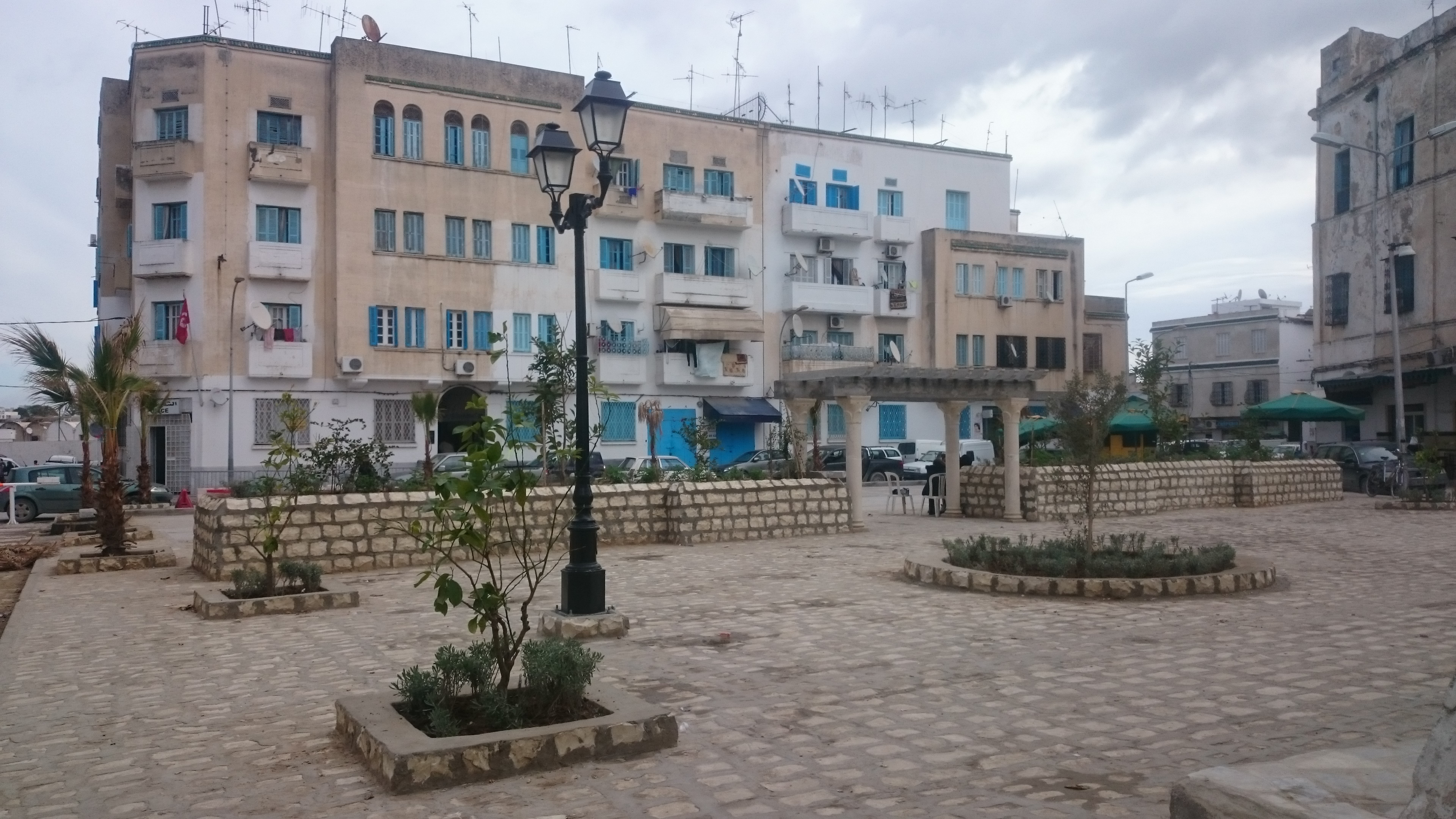
Vue de la Hara en 2016.
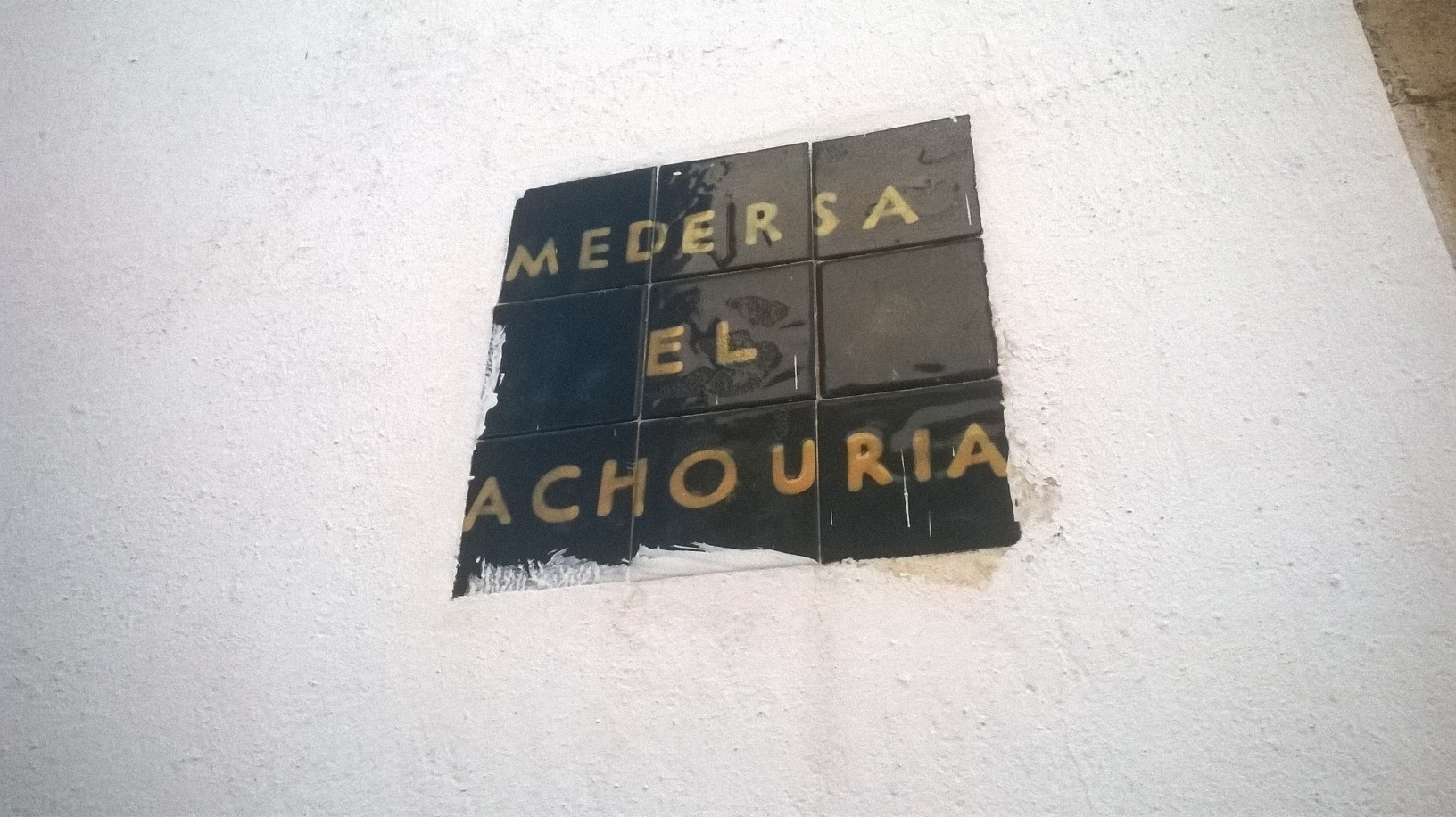
Plaque en céramique indiquant la médersa El Achouria.
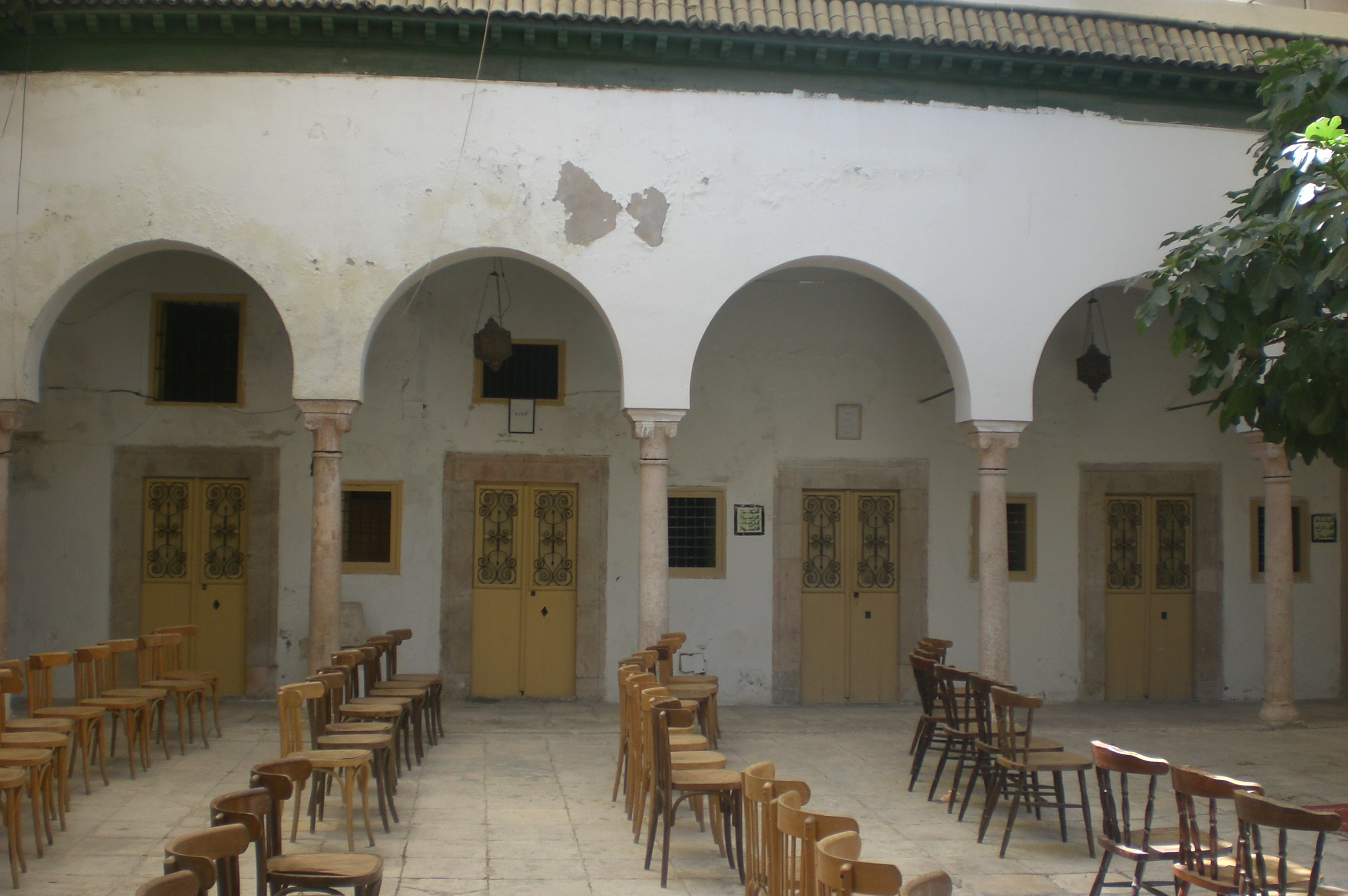
Vue de la cour de la médersa El Achouria.
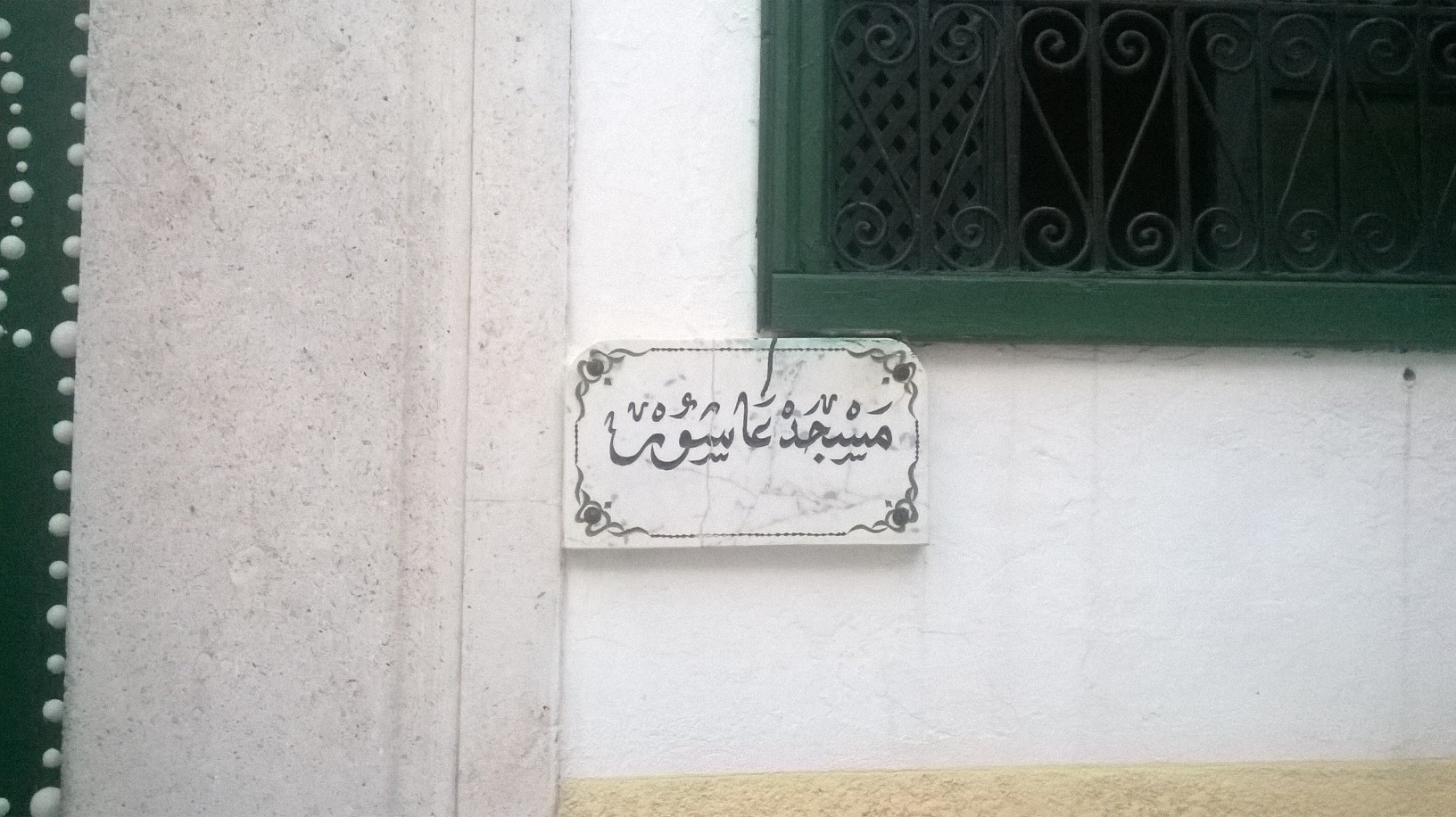
Plaque en marbre indiquant la mosquée Achour.
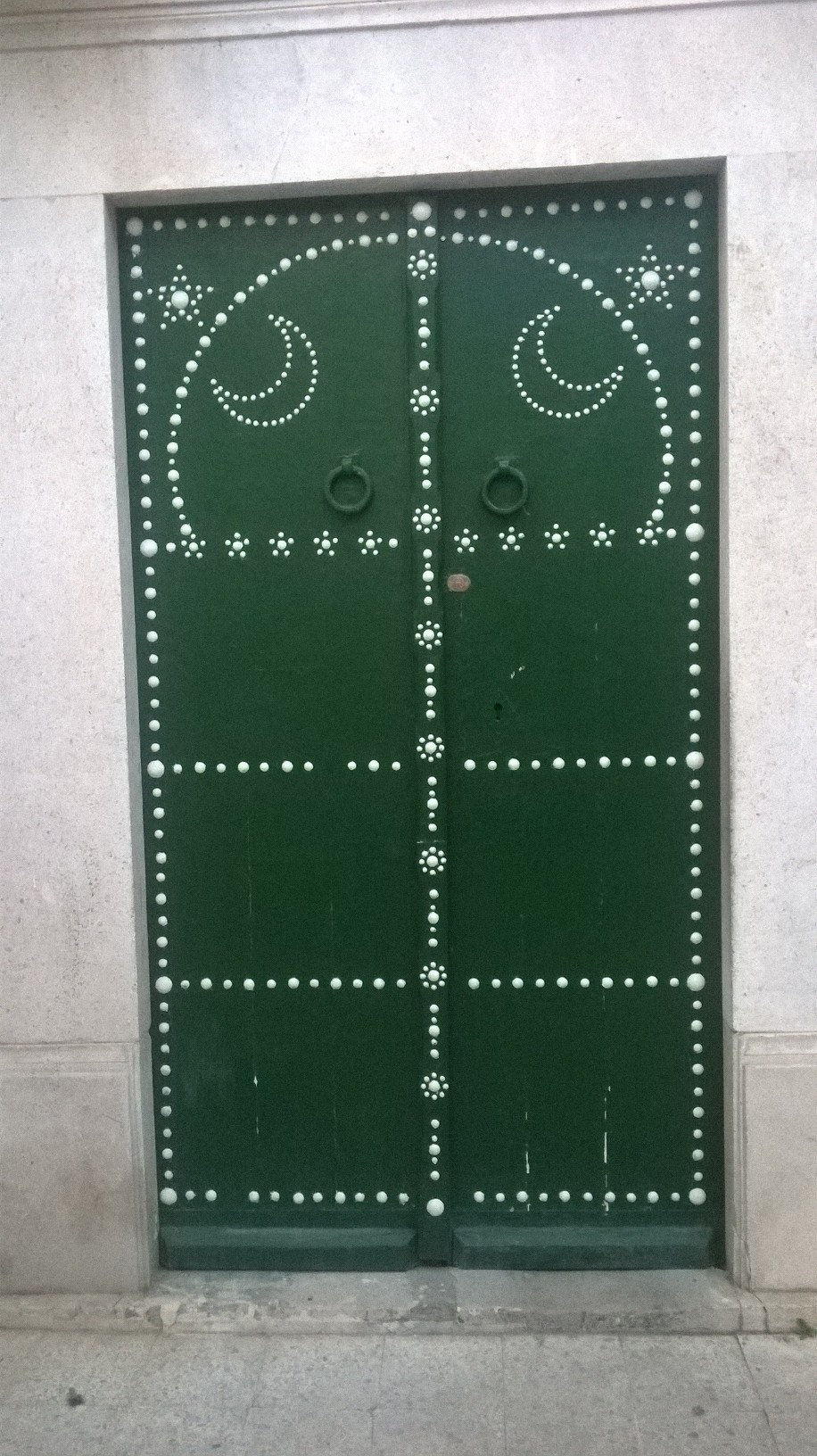
Porte de la mosquée Achour.
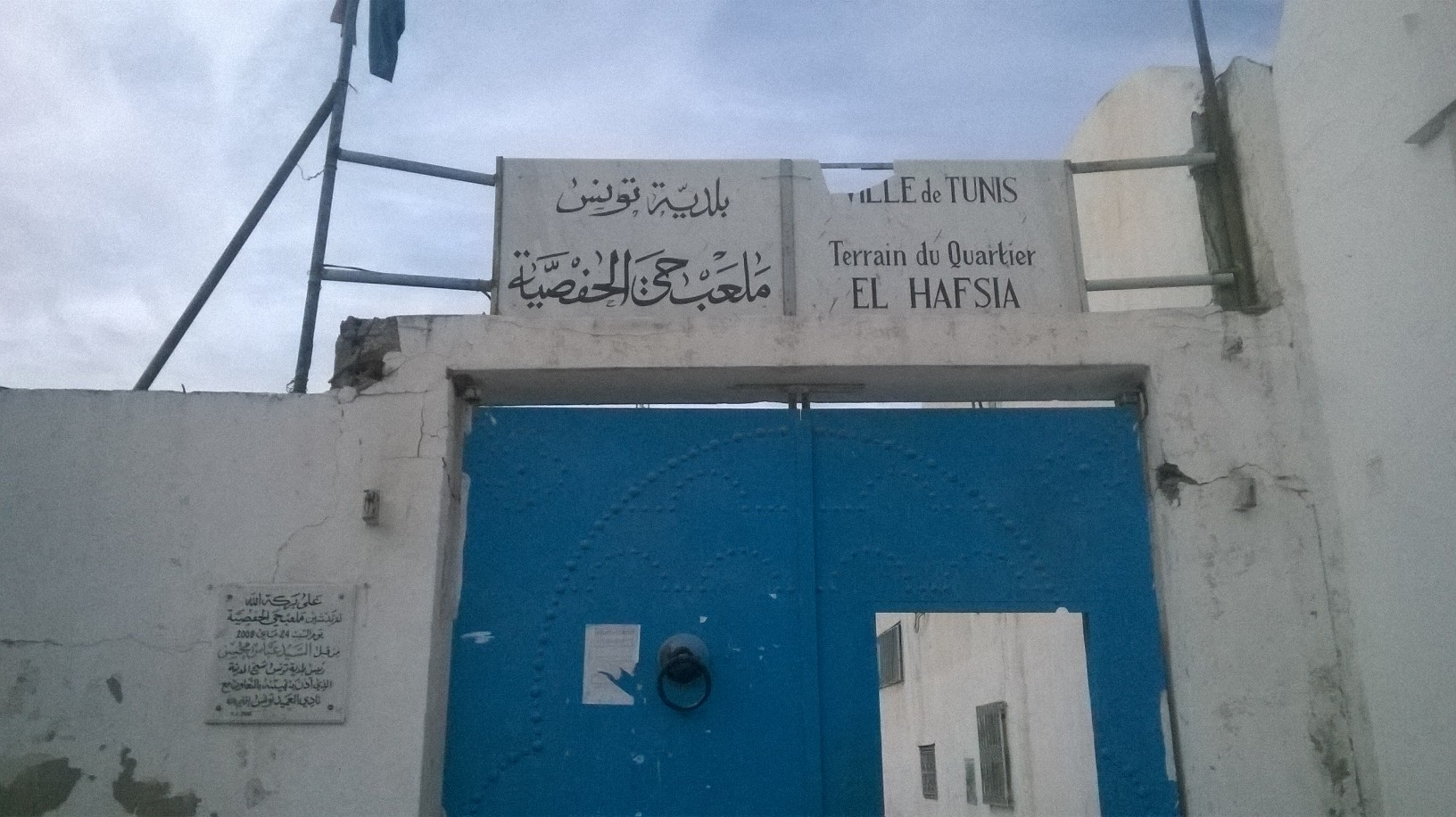
Terrain du quartier de la Hafsia.